# 小行星2191
小行星2191（2191 Uppsala）是一颗围绕太阳公转的小行星。1977年8月6日，克拉斯-英格瓦·拉格爾科維斯特在斯壮罗山发现了此天体。
該小行星以瑞典的城市烏普薩拉命名。
这颗小行星的绝对星等为178.56540等。